# Exécutions de Guerrero
Les exécutions de Guerrero désignent l'exécution d'environ 15 membres présumés des Guerreros Unidos, dont deux filmées, par le groupe armé Los Tlacos, en septembre 2021 dans l'État mexicain de Guerrero. Cela a lieu pendant la guerre de la drogue au Mexique.

## Contexte

### Guerreros Unidos
Les Guerreros Unidos, alors nommés La Bandera au moment des faits, sont un groupe criminel actif dans le Sud du Mexique depuis 2010. Ils sont principalement connus pour leur implication dans l'enlèvement et la disparition de 43 étudiants mexicains à Iguala en 2014, dont la mort de six d'entre-eux est aujourd'hui confirmée,.

### Los Tlacos
Los Tlacos (l'une des villes où se trouve le groupe est Tlacotepec, Guerrero et ses habitants sont connus sous le nom de « Tlacos ») est un groupe armé, parfois décrit comme un « groupe paramilitaire », mexicain dirigé par Onésimo « El Necho » Marquina Chapa. Le groupe est dans certains cas nommé Cartel de Tlacotepec. Il émerge en 2017 sous forme d'une « police communautaire » et est en conflit avec le Cartel du Sud d'Isaac Navarrete Solís et les Guerreros Unidos,.

## L'exécution
Fin septembre 2021, une vidéo de 3 minutes et 29 secondes (7 minutes d'après d'autres sources) est publiée sur les réseaux sociaux. Celle-ci, filmée dans l'État de Guerrero, montre au début une quinzaine de personnes agenouillées, elles appartiennent prétendument aux Guerreros Unidos. Plusieurs hommes armés, membres de Los Tlacos, nommés ici « Gente de la Sierra », sont aussi présents. Un des hommes interroge alors certains des captifs, leur demandant, sous la menace d'une arme, leur nom, leur surnom, qui est leur patron et ce qu'il fait dans la vie. Les interrogés déclarent avoir mené des activités criminelles,.
L'homme menant l'interrogatoire accuse aussi David Gama Pérez, maire d'Iguala, de liens présumés avec le chef des Guerreros Unidos, Jesús Brito, que les victimes de la vidéo présentent comme leur « patron ».
Ensuite, un des captifs à terre supplie tandis que deux hommes sont montrés en train de lui couper la jambe avec plusieurs machettes. Le dernier plan de la vidéo montre un autre homme, étant également démembré à l'aide de machettes.

## Faits ultérieurs
L'authenticité des vidéos est confirmée par des sources militaires et civiles. D'après le journal Excélsior, des versions non officielles affirment que ces exécutions ont été demandées par des habitants d'Iguala ne supportant plus les extorsions. L'une des victimes est identifiée comme étant Luis « Huicho de las Flores » Adán Álvarez, un individu associé aux extorsions et à l'imposition illégale de frais pour la tenue de spectacles dans la région.
Après la diffusion de cette vidéo, le 29 septembre, quatre corps démembrés sont abandonnés devant l'ancienne maison de campagne de David Gama Pérez, maire d'Iguala et membre du PRI. Le 30 septembre, Héctor Astudillo (en), gouverneur de Guerrero, recommande à David Gama Pérez de solliciter le soutien du Secrétariat à la Défense nationale et de la Garde nationale pour « s'attaquer au grave problème de la violence »,,.
Le 7 octobre, Los Tlacos publient une vidéo dans laquelle ils menacent David Gama Pérez et menacent d'assassiner les fonctionnaires de la nouvelle administration du maire. Dans cette vidéo Los Tlacos affirment que David Gama Pérez  a conclu une alliance avec le leader des Guerreros Unidos, identifié comme Jesús Brito.